# Мюллер, Николай
Никола́й Мю́ллер (нем. Nicolai Müller; 25 сентября 1987, Лор-ам-Майн, Бавария) — немецкий футболист, полузащитник клуба «Уэстерн Сидней Уондерерс».

## Карьера

### Клубная
Мюллер начинал карьеру в академиях «Вернфельда» и франкфуртского «Айнтрахта». В 2003 году стал игроком молодёжной команды «Гройтера». 2 марта 2007 года Мюллер дебютировал за первую команду в матче против «Аугсбурга» (2:1). Всего за первые два сезона в «Гройтере» он сыграл в семи играх во второй Бундеслиге. Второй круг сезона 2008/09 Николай провёл в аренде в «Зандхаузене». Летом 2009 года вернулся в «Гройтер», где за два последующих сезона в 62 играх забил 13 голов.
Летом 2011 года Мюллер перешёл в «Майнц 05». 28 августа 2011 года он дебютировал за новую команду в матче Бундеслиги против «Ганновера», выйдя на замену на 88-й минуте вместо Эрика Шупо-Мотинга. Его дебют в стартовом составе «Майнца» состоялся 24 сентября 2011 года в матче против дортмундской «Боруссии». В этом же матче Мюллер забил первый гол за клуб.
5 августа 2014 года Мюллер перешёл в «Гамбург», подписав контракт до 2018 года. 1 января 2019 года был арендован «Ганновером».
В октябре 2019 года Мюллер перешёл в клуб чемпионата Австралии «Уэстерн Сидней Уондерерс».

### В сборной
В мае 2013 года Мюллер получил приглашение в сборную Германии на товарищеские матчи в США. 29 мая 2013 года он дебютировал за сборную в матче против сборной Эквадора (4:2), заменив на 89-й минуте Лукаса Подольски.